# Pléboulle
 Pléboulle  (en bretón Pleboull) es una población y comuna francesa, situada en la región de Bretaña, departamento de Côtes-d'Armor, en el distrito de Dinan y cantón de Matignon.

## Demografía
| 818 | 780 | 711 | 686 | 711 | 662 |
| Para los censos de 1962 a 1999 la población legal corresponde a la población sin duplicidades (Fuente: INSEE [Consultar]) |     |     |     |     |     |